# Недогонов, Алексей Иванович
Алексей Иванович Недого́нов (1914—1948) — русский советский поэт. Лауреат Сталинской премии первой степени (1948 — посмертно). 

## Биография
Родился 19 октября (1 ноября) 1914 года в городе Александровск-Грушевский (ныне Шахты Ростовской области) в семье рабочего-кузнеца.
С 15 лет начал трудовой путь: работал плотником, крепильщиком, ремонтником, врубмашинистом на шахте. Учился в семилетке, в горнопромышленном училище. По приезде в Москву в 1932 году поступил на рабфак, затем в 1935—1939 годах учился в Литературном институте имени А. М. Горького.
Впервые начал печататься в 1934 году — в заводской газете-многотиражке «Вперёд». Систематическим литературным трудом Недогонов занялся с 1938 года. Его стихи печатались в «Комсомольской правде», журналах «Новый мир», «Знамя», «Звезда», «Смена», «Огонёк» и др.
Участник советско-финской войны 1939—1940 годов (рядовой 241-го стрелкового полка); был тяжело ранен в руку под Выборгом. Во время Великой Отечественной войны в звании капитана — военный корреспондент газеты «За нашу победу» (1-я гвардейская армия Западного фронта), с октября 1943 года — газеты «Советский воин» (3-й Украинский фронт). За две войны, которые поэт прошёл как воин и журналист, ему довелось побывать в Финляндии, Польше, Румынии, Болгарии, Югославии, Венгрии, Австрии, Чехословакии.
Член Союза писателей СССР с 1946 года. Член ВКП(б) с 1942 года.

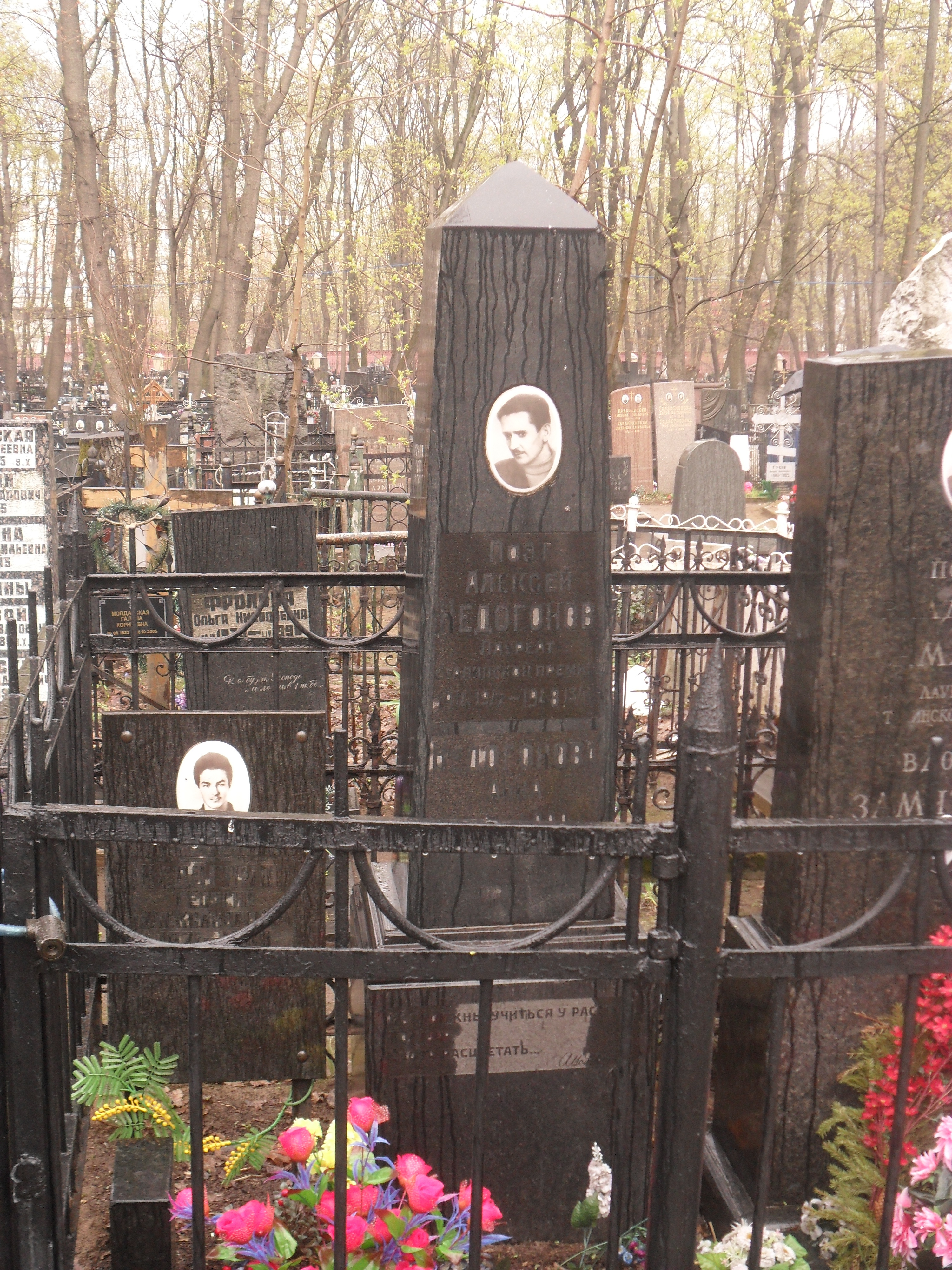
Могила Недогонова на Ваганьковском кладбище

Жизнь молодого поэта трагически оборвалась 13 марта 1948 года. Он был сбит трамваем и от полученных тяжёлых травм скончался. Похоронен на Ваганьковском кладбище (участок № 17), рядом с могилой Сергея Есенина.
В честь поэта названа школа № 23 города Шахты, где он учился.

## Творчество
Алексей Недогонов был поэтом яркого, самобытного звучания, но неудачно сложившейся судьбы: при жизни он фактически не был оценён по заслугам и не увидел более или менее полного сборника своих произведений. Единственная книга стихов поэта — «Простые люди» (1948) была опубликована посмертно. В поэме «Флаг над сельсоветом» автор обращается к судьбам поколения, вернувшегося с фронта, о послевоенной деревне (широко известна цитата: «Из одного металла льют медаль за бой, медаль за труд…»).

## Книги
Выборочно
- Флаг над сельсоветом: Поэма. — М.: Правда, 1947 (типогр. им. Сталина). — 39 с. (Библиотека «Огонёк» № 15)
- Избранное. — М.: Советский писатель, 1949 (тип. № 3 Упр. изд-в и полиграфии Исполкома Ленгорсовета). — 228 с.; 1 л. портр. (Библиотека избранных произведений советской литературы: 1917—1947)
- Флаг над сельсоветом: Поэма. — М.: Гослитиздат, 1951. — 96 с.
- Стихи и поэмы. — М.: Воениздат, 1957. — 256 с.; портр.
- Стихи [1937-1947 гг.]. — М.: Правда, 1959. — 32 с. (Б-ка «Огонек» № 40)
- Стихотворения. — М.: ГИХЛ, 1960. — 256 с., 14 000 экз. («Библиотека советской поэзии»)
- Избранная лирика. — М.: Молодая гвардия, 1967. — 32 с. — 142 00 экз. («Библиотечка избранной лирики»)
- Дорога моей земли: Стихи.; [Сост. и авт. предисл. К. Поздняев]; Худож. Б. Диодоров. — М.: Современник, 1975. — 240 с.: ил.; + грампластинка. (Б-ка поэзии «Россия»)
- Троянов вал. Стихи. — М.: Советская Россия, 1978. — 256 с., 50 000 экз.
- Ёлка: Стихи. Для мл. шк. возраста; Рис. М. Петрова. — М.: Малыш, 1979. — 16 с.: цв. ил.

## Награды и премии
- Сталинская премия первой степени (1948 — посмертно) — за поэму «Флаг над сельсоветом» (1947)[4]
- орден Отечественной войны II степени (8.8.1945)
- орден Красной Звезды (9.4.1944)
- медаль «За победу над Германией в Великой Отечественной войне 1941-1945 гг.»
- медаль «За взятие Будапешта»
- медаль «За взятие Вены»
- медаль «За освобождение Праги»